# Daedalidiplosis galeidis
Daedalidiplosis galeidis är en tvåvingeart som beskrevs av Fedotova 2004. Daedalidiplosis galeidis ingår i släktet Daedalidiplosis och familjen gallmyggor. Inga underarter finns listade i Catalogue of Life.